# Politique de relance
Une politique de relance est une politique économique qui vise à stimuler l'économie d'un pays lors d'une phase de crise économique ou de ralentissement de la croissance. Une politique de relance s'appuie sur un plan de relance, qui est le programme détaillant les dispositifs pratiques de mise en application de la politique de relance.
Une politique de relance s'effectue généralement par le biais d'une politique budgétaire, à savoir d'une hausse des dépenses publiques, ou par une politique fiscale, c'est-à-dire par la modulation des niveaux d'impôts. Elle mène à une dégradation du solde public temporaire, dans le but de relancer l'activité. Une politique de relance peut aussi passer par une politique monétaire expansionniste, c'est-à-dire par la baisse des taux d'intérêt que manipule la banque centrale.
Les politiques de relance s'inscrivent dans le cadre d'un interventionnisme public et sont irriguées par les conclusions de la théorie keynésienne selon lesquelles l’État peut efficacement relancer l'économie et la faire passer d'un équilibre sous-optimal (faible demande, faible offre, chômage et sous-utilisation du capital, moral en berne conduisant à des anticipations négatives) à un équilibre plus satisfaisant (plein emploi, demande et offre plus forte, anticipations positives restaurant la croissance).
L'efficacité des politiques de relance fait l'objet de débats épistémologiques et empiriques. Leur efficacité est remise en doute dans les années 1970 à la suite de l'échec de certains plans de relance et de conditions macroéconomiques inexplicables par la théorie keynésienne classique. De plus, les politiques de relance creusent les déficits et la dette publique et il est souvent nécessaire de mettre en œuvre par la suite des politiques de rigueur qui ramènent le déficit à des niveaux raisonnables, ou permettent de diminuer l'inflation. Longtemps mise à l'écart et critiquée, la relance économique a été utilisée par de nombreux pays afin de contrer les effets de la crise économique de 2008.

## Concept
Une politique de relance est une politique économique qui vise à mettre en œuvre des ressources de l’État pour modifier le niveau d'activité d'un pays. Utilisée lorsque la croissance faiblit ou devient négative, la politique de relance a des objectifs inscrits dans le carré magique de Kaldor, comme la croissance ou le plein-emploi. Les politiques de relance sont d'ordinaire des politiques conjoncturelles, qui répondent à un retournement de conjoncture économique.
Les politiques de relance doivent être adaptées aux causes de la crise économique ou du ralentissement de la croissance. Elles sont particulièrement efficaces dans le cas d'une crise de demande, mais sont impuissantes face à une faiblesse de la croissance liée à l'organisation même du système productif, qui demande des politiques de l'offre ou une politique d'ajustement structurel.

## Conditions

### Des capacités de production inutilisées
Une politique de relance agit généralement par le biais d'une stimulation de la demande (des ménages et des entreprises), afin d'augmenter les anticipations de ventes des entreprises et ainsi les inciter à produire plus et à embaucher plus. Une telle politique fonctionne par conséquent en cas de sous-utilisation des capacités de production, c'est-à-dire lorsqu'il y a une sous-utilisation du facteur travail (un niveau de chômage élevé) et du facteur capital (des usines qui ne tournent pas à plein régime, des entrepôts vides, etc.)
Dans le cas où l'économie tourne déjà à plein régime ou presque, une politique de relance a tendance à conduire à de l'inflation car l'équilibrage du marché transitera par une hausse des prix. Ce dernier phénomène explique l'échec des politiques de relance de la fin des années 1970 et des années 1980, le choc d'offre lié au choc pétrolier ayant conduit les entreprises à limiter l'augmentation de leurs capacités de production, et donc leurs capacités disponibles. Les politiques de relance se sont alors traduites par une augmentation des prix (inflation par la demande) et une hausse de la dette publique, sans augmentation de la croissance (phénomène de stagflation).

### Confiance des entreprises et des ménages
La politique de relance est dépendante du niveau de confiance des entreprises et des ménages, c'est-à-dire de leurs anticipations. Si la politique de relance se traduit par une augmentation des revenus ou de l'offre de monnaie, mais que les agents anticipent une dépression économique durable, alors ce surplus de revenus ou de monnaie ne se traduira pas par une hausse de la consommation et de l'investissement.
Un cas extrême de manque de confiance est celui de la trappe à liquidité, où l'anticipation d'une faible croissance dans un contexte de déflation incite les agents à garder leurs actifs en monnaie, ce qui réduit à néant tout effet d'une politique budgétaire ou monétaire. Un autre cas est celui dans lequel la hausse de revenus permise par la politique de relance est épargnée et non consommée (théorie de l'équivalence néo-ricardienne), conduisant à un échec de la politique de relance.

### Structure de la demande
La structure de la demande, c'est-à-dire la manière dont la demande s'exprime, les biens et services qu'elle vise, influe sur l'efficacité d'une politique de relance. Si la politique de relance passe par la consommation des ménages, les transferts pécuniaires publics doivent cibler les ménages qui ont la plus forte propension à consommer et la plus faible propension à importer. Dans le cas contraire, l'effet de l'augmentation du revenu des ménages sur la demande intérieure est restreint. D'autre part, la dégradation du solde extérieur (augmentation des importations à volume des exportations égal) induite par une haute propension à importer contribue négativement à la croissance.

## Moyens

### Outils budgétaires
Dans le cas d'une relance budgétaire, il s'agit d'augmenter la demande interne en augmentant les dépenses de l'État (constructions, investissements,…) ou en augmentant les revenus disponibles des agents (baisse des impôts ou hausse des prestations sociales).

### Outils fiscaux
Une politique de relance peut passer par des modifications de la fiscalité d'un pays. On parle alors d'une politique fiscale : en réduisant les impôts sur certaines catégories de ménages, la politique fiscale peut libérer du revenu disponible et augmenter la demande.

### Outils réglementaires
Dans ce cas, l'État utilise son pouvoir réglementaire pour augmenter les revenus d'un groupe ciblé de la population. Il s'agit en général des bas salaires, la loi psychologique fondamentale de Keynes assurant qu'une augmentation des revenus de ce groupe se traduira presque intégralement par une hausse équivalente de la demande (ce type de ménages ayant une propension à épargner plus faible que les autres groupes, et donc une propension à consommer plus forte).
En pratique, ces augmentations prennent souvent la forme d'augmentation de différents minima sociaux ou du salaire minimum. Les effets peuvent alors être négatifs sur le taux de chômage (voir trappe à inactivité et analyse économique du salaire minimum).

### Outils monétaires
La politique monétaire peut être mobilisée dans le cadre d'une politique de relance. Dans une telle situation, la banque centrale peut opter pour une politique monétaire conventionnelle, qui vise à contrôler la masse monétaire via la modulation de ses taux directeurs. En baissant les taux auxquels les banques peuvent emprunter, ces dernières sont incitées à prêter plus, ce qui stimule l'activité économique.
En économie ouverte, cette décision peut avoir des effets vertueux sur la compétitivité-prix du tissu industriel national à moyen-terme. En effet, la diminution du taux de rendement des actifs libellés en la devise nationale entraîne une baisse de la demande pour ces actifs, donc une diminution de la demande de cette devise sur le marché des changes. Ainsi, le cours de la devise face aux monnaies étrangères baisse. A moyen-terme, cette dépréciation augmente la compétitivité-prix de la production nationale donc le solde de la balance commerciale (hausse des exportations et baisse des importations). C'est l'effet volume. Néanmoins, à court-terme, c'est l'effet prix qui l'emporte sur l'effet volume. Ceci s'explique par le temps que les ménages et entreprises mettent à percevoir que le prix des biens nationaux est devenu plus avantageux, puis à changer leurs habitudes de consommation. Tant que les ménages et les entreprises ne font pas évoluer la structure de la demande, la hausse conjointe du prix relatif des biens importés et la baisse du prix des exportations dégrade les termes de l'échange donc le solde commercial. Ainsi, l'effet est négatif à court terme, positif à moyen-terme, et neutre sur le long terme : voir Courbe en J.
Cette politique favorisera cependant une hausse de l'inflation et une hausse du coût des biens importés, les produits pétroliers par exemple.
La politique monétaire trouve toutefois un certain nombre de limites, qui la contraignent à agir de concert avec une politique fiscale et/ou budgétaire. Les situations de trappe à liquidité et de trappe à inflation, notamment, illustrent l'affaiblissement du pouvoir des banques centrales dans les cas où les taux d'intérêt ont atteint le taux plancher zéro.

## Histoire

### Théorisation et utilisations précoces
La relance budgétaire est théorisée par plusieurs économistes, notamment après la Grande Dépression. John Maynard Keynes en fait l'un des objets de son maître ouvrage, la Théorie générale de l'emploi, de l'intérêt et de la monnaie (1936). Abba Lerner joue également un rôle en suggérant que le gouvernement puisse augmenter la demande agrégée en créant du déficit budgétaire par une augmentation des dépenses publiques et/ou une diminution des taxes.
Dans le sillage des théorisations académiques, le levier budgétaire est utilisé de manière croissante par les gouvernements après la Grande Dépression. Franklin Delano Roosevelt manipule ce levier dans le cadre de sa politique du New Deal, ainsi que le Front populaire de Léon Blum.

### Généralisation durant les Trente glorieuses (1945-1975)
Les plans de relance abondent dans l'histoire de l'économie. Aux États-Unis, le président John Fitzgerald Kennedy met en place la relance Kennedy-Johnson, qui stimule la croissance américaine, qui était négative par rapport à la croissance potentielle. Cette relance est un franc succès car elle se traduit par une augmentation forte de la croissance économique, et une réduction de la dette publique.
En France par exemple, le plan de relance Giscard de 1975 représentait 2,8 points de PIB. Il a été « un succès mitigé : croissance de + 4,4 % en 1976, forte inflation (+11 %) et un gros déficit du commerce extérieur ». En 1981, le plan de relance Mauroy représentant « 1,7 point sur deux ans » visait surtout à relancer la consommation. Lancé alors que les partenaires extérieurs de la France adoptaient des politiques restrictives, il a vite provoqué une dégradation des comptes extérieurs et le gouvernement a dû adopter une politique de rigueur.

### Retour des politiques de relance (2008-...)
La crise économique mondiale des années 2008 et suivantes incite les pays à mettre en place des plans de relance massifs, dont celui de la France dès 2008. La crise économique liée à la pandémie de Covid-19 en 2020 incite les ministres des Finances de l'Union européenne à parvenir à un accord sur un plan de relance européen, à hauteur de 500 milliards d'euros.
- Plan de relance économique des États-Unis de 2009
- Plan de relance économique de la France de 2008
- Plan de relance économique du Canada de 2009
- Plan de relance économique du Japon de 2008-2009
- Plan de relance économique de la France de 2021-2022

## Critiques et limites

### Difficultés de mise en place
Les plans de relance font l'objet d'un lobbying important de la part des administrations et d'organisations issues de la société civile. Ainsi, les prises de décision concernant les dépenses énumérées dans le plan de relance sont souvent soumises à des négociations longues, qui peuvent retarder la mise en œuvre du plan de relance.

### Creusement du déficit commercial
Plusieurs économistes, dont des keynésiens, ont critiqué la portée des relances budgétaires par la consommation. Le post-keynésien Nicholas Kaldor a notamment formulé une critique portant sur l'effet néfaste d'une relance budgétaire intérieure sur la balance commercial. En effet, une augmentation des transferts, si elle conduit à une augmentation de la consommation de la part des ménages, stimule les importations. Kaldor soutient donc que ce sont les investissements et les aides à l'exportation qui tirent l'activité économique par le haut.

### Brouille des signaux prix et déstabilisation de l'économie
Les politiques de relance sont parfois accusées de causer, ou de semer les germes, d'une nouvelle crise économique. L'école autrichienne a notamment étudié comment la manipulation de la masse monétaire et des taux directeurs par les banques centrales favorisent la formation de bulles économiques, dont l'explosion est à l'origine de crises économiques et (ou) financières. Toute politique provoquant une modification des prix conduirait à brouiller les signaux économiques.
L'abondance de liquidités, les faibles taux d'intérêt incitent les agents à mal investir, c'est-à-dire à investir dans des projets peu rentables et/ou risqués. La crise survient quand les investisseurs comprennent qu'ils ont investi dans des projets non viables. Ils tentent alors de vendre les actifs dans lesquels ils ont déraisonnablement investi. Toute tentative de sauvetage du gouvernement est alors dangereuse. D'une part, le rachat d'actifs par le gouvernement ou la Banque Centrale entrave le processus de destruction créatrice. D'autre part, il incite les agents à commettre à nouveau les mêmes erreurs en leur envoyant le signal que l’État corrigera leurs erreurs futures.

### Blocages dus à la rationalité des agents
La théorie de l'équivalence néo-ricardienne considère que les individus étant rationnels, lorsque l’État dépense l'argent qu'il n'a pas pour financer une politique budgétaire, ils suspendent leur consommation et épargnent ; ils sauraient en effet qu'une augmentation des dépenses signifie une augmentation de l'imposition à l'avenir. Cette réaction neutraliserait l'effet de la relance budgétaire.

### Motivations démagogiques
Certains accusent les hommes politiques de mettre en œuvre des politiques de relance de la demande pour des raisons électorales. En effet, de telles mesures seraient négatives à long terme mais perçues positivement par les électeurs qui voient leur revenu disponible augmenter à court terme. Il y aurait deux conséquences négatives à long terme des politiques de relance. D'abord, celles-ci généreraient une dette publique importante avec les effets d'éviction et plus généralement le risque de panique financière qui y sont associés. D'autre part, les monétaristes comme Milton Friedman estiment que la volonté de faire baisser le chômage à court terme uniquement pour se faire réélire peut générer une forte inflation. En effet, une politique keynésienne crée des tensions sur la demande. Sous l'hypothèse de rendements marginaux décroissants, les entreprises doivent monter les prix pour demeurer rentables. Cette hausse des prix abaisse le coût réel du travail et permet une baisse du chômage à court terme. Néanmoins, les salariés finissent par percevoir l'inflation et réclamer des hausses de salaire, les ménages par ajuster leur consommation sous l'hypothèse que celle-ci est fonction de leur revenu permanent - notion définie par cet auteur. Ainsi, pour espérer diminuer le taux de chômage, le gouvernement doit mener une politique de plus en plus inflationniste pour devancer les anticipations adaptatives des agents. On parle d'anticipations adaptatives quand les agents corrigent en permanence leurs erreurs passées. Ils finissent même par anticiper une accélération du taux d'inflation.